# Empègue

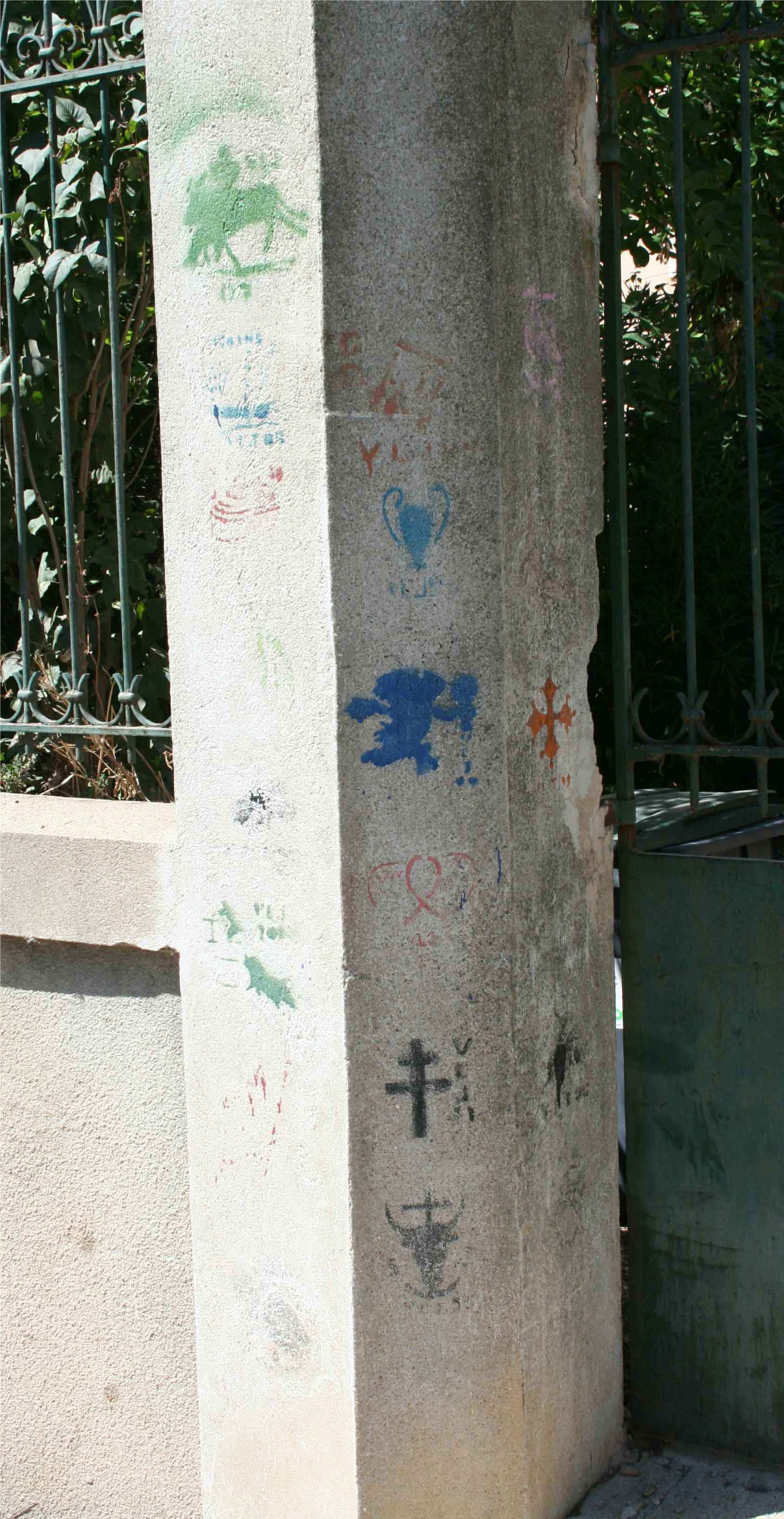
Empègues autour d'un portail

L’empègue est un petit dessin réalisé au pochoir autour des portes des maisons, dans certains villages du sud du département du Gard, ainsi que dans certains villages de l'Hérault du sud-est, dans la région Languedoc-Roussillon. La tradition de l'empègue semble propre à cette zone géographique, dans des villages où les traditions taurines camarguaises sont très marquées. 
L'étymologie du mot est occitane, « empeguar » signifiant « coller ». La racine du mot est pègue qui désigne la résine ou la poix utilisée comme colle.

## Description

### Contexte
Ces dessins sont réalisés par les jeunes du village, les Abats, dans le cadre des aubades qui sont une tradition des fêtes votives des pays de la Petite Camargue, des Costières et de la Vaunage.
Au début du XXe siècle, il s’agissait de fêter le départ pour le service national des jeunes hommes qui venaient d’avoir 18 ans. C’étaient les conscrits de « la classe » d’âge. La tradition des aubades se perpétue aujourd'hui encore, bien que la conscription n’existe plus.

### Signification
Ces pochoirs sont plus ou moins directement liées à la culture taurine et à la course camarguaise. Le dessin est accompagné des lettres VLJ et de l'année de la classe d'âge. VLJ signifiant Vive La Jeunesse ou encore « Viù Lo Joven » en occitan. 
Les motifs choisis reprennent les armes des manades locales (croix camarguaise, tête avec trident, crochet de raseteur, …), des animaux emblématiques de la Camargue (cheval, taureau, flamant rose) ou toute autre représentation de la bouvine ; l'empègue peut également évoquer un évènement marquant de l'année en cours, pour l'immortaliser.

### Collection d'Empègues

Peut-être les plus anciennes empègues
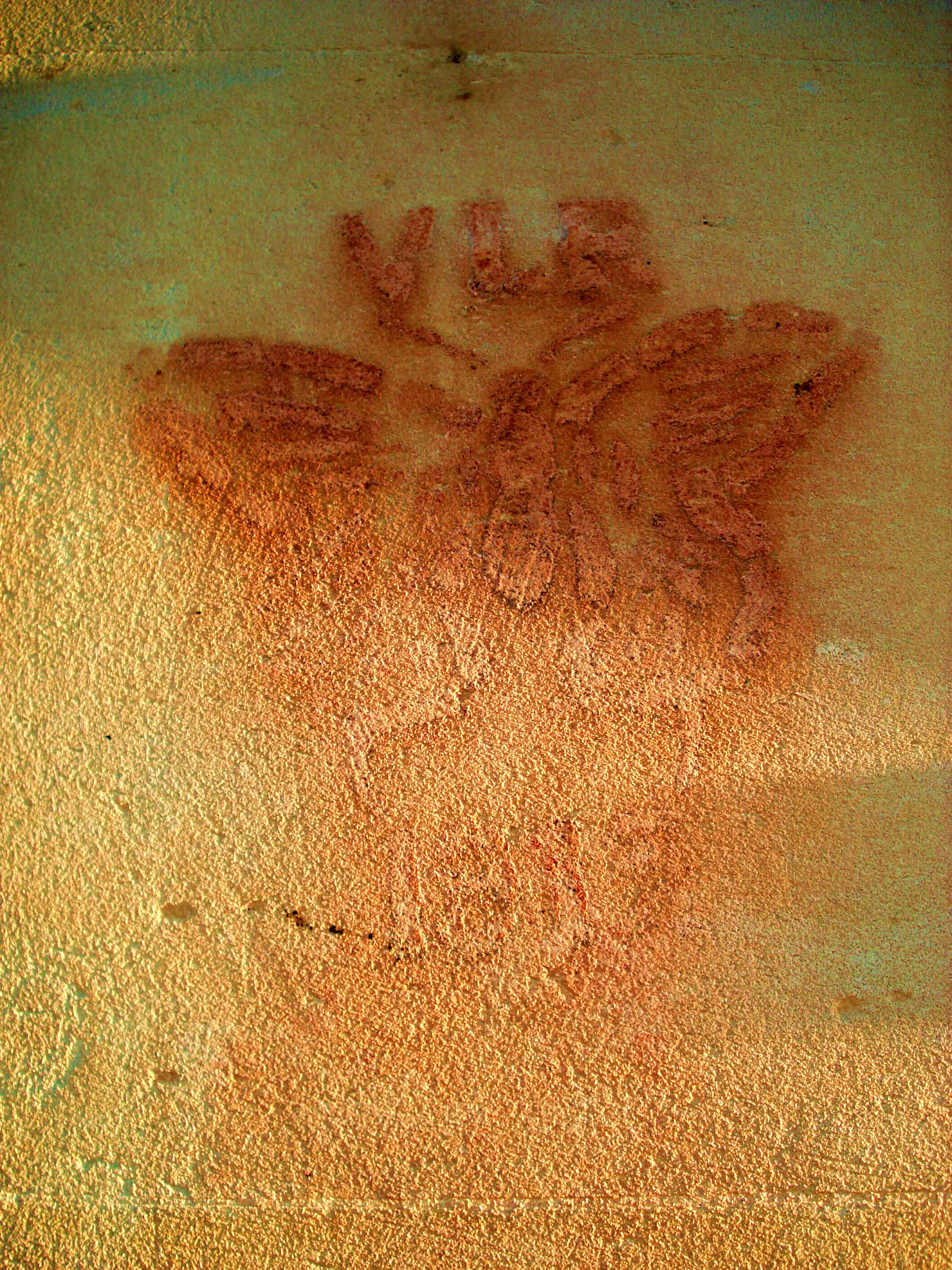
Beauvoisin ? VLR 1815 Le VLR fait certainement référence à  'Vive le Roi' ! Il s’agit donc du règne de Louis XVIII de 1814 à 1824. Le papillon n'a assurément pas une signification particulière dans ce contexte.
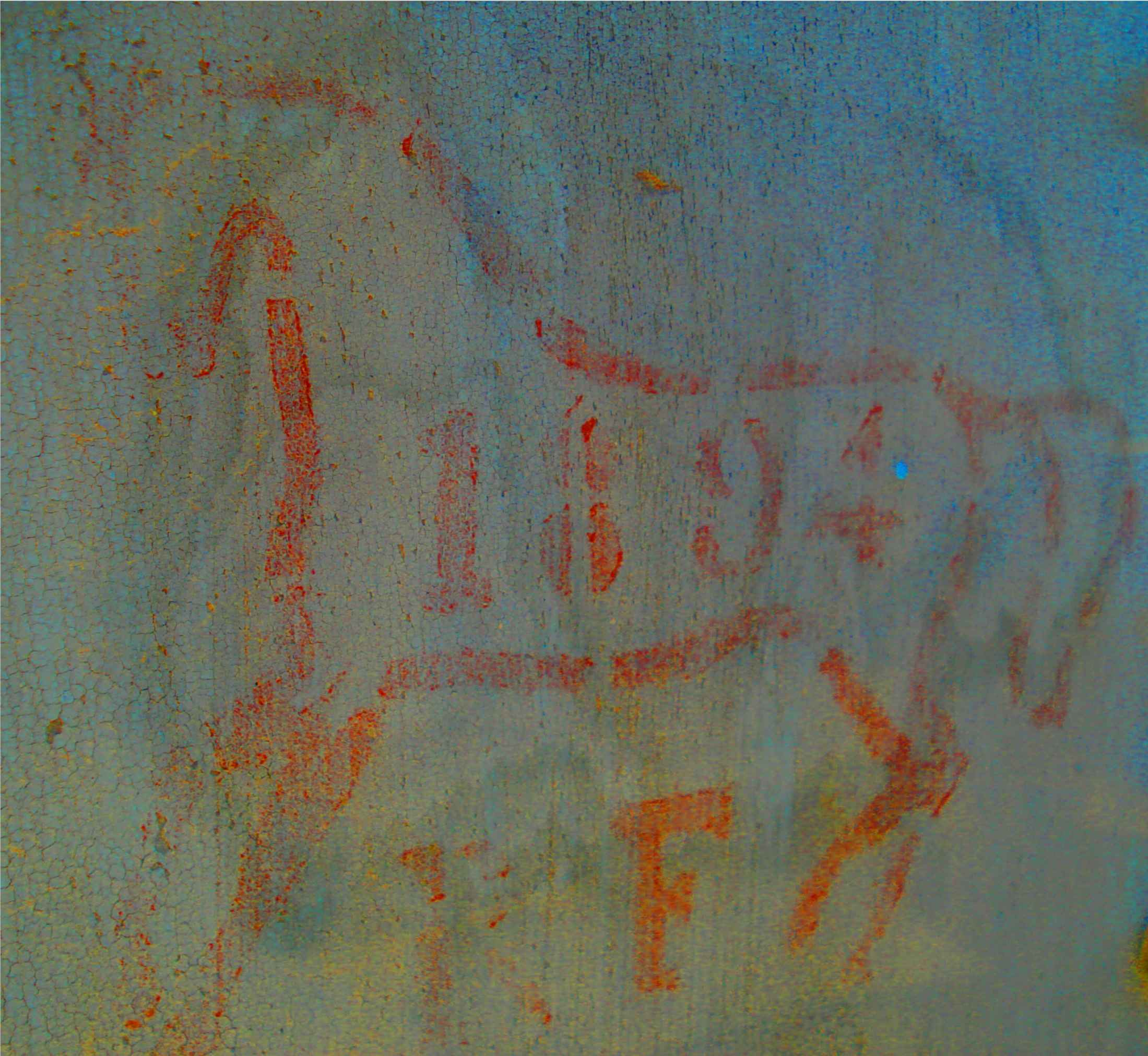
Beauvoisin RF 1894

Les années 1960
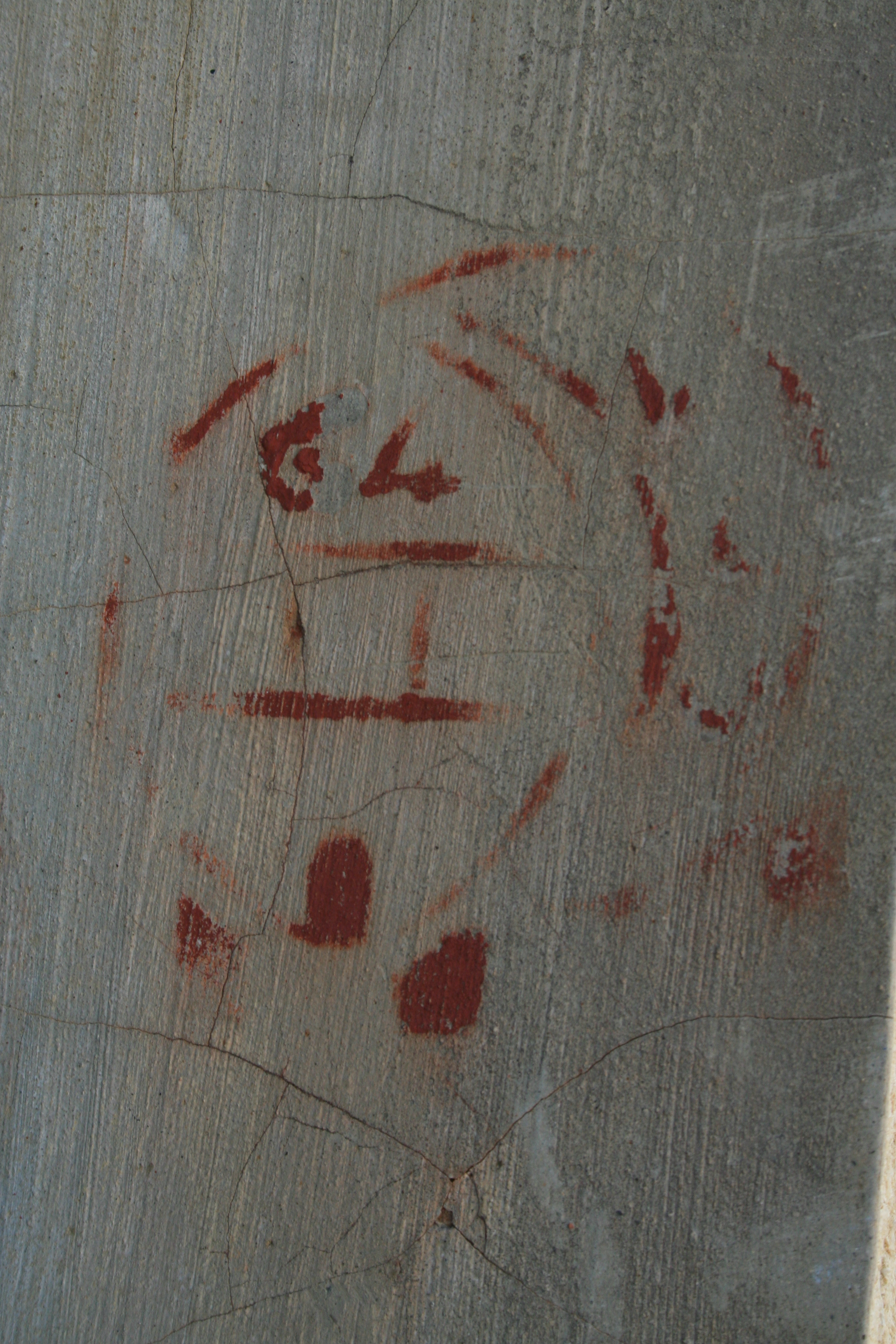
Beauvoisin VLJ 1964

Les années 1970
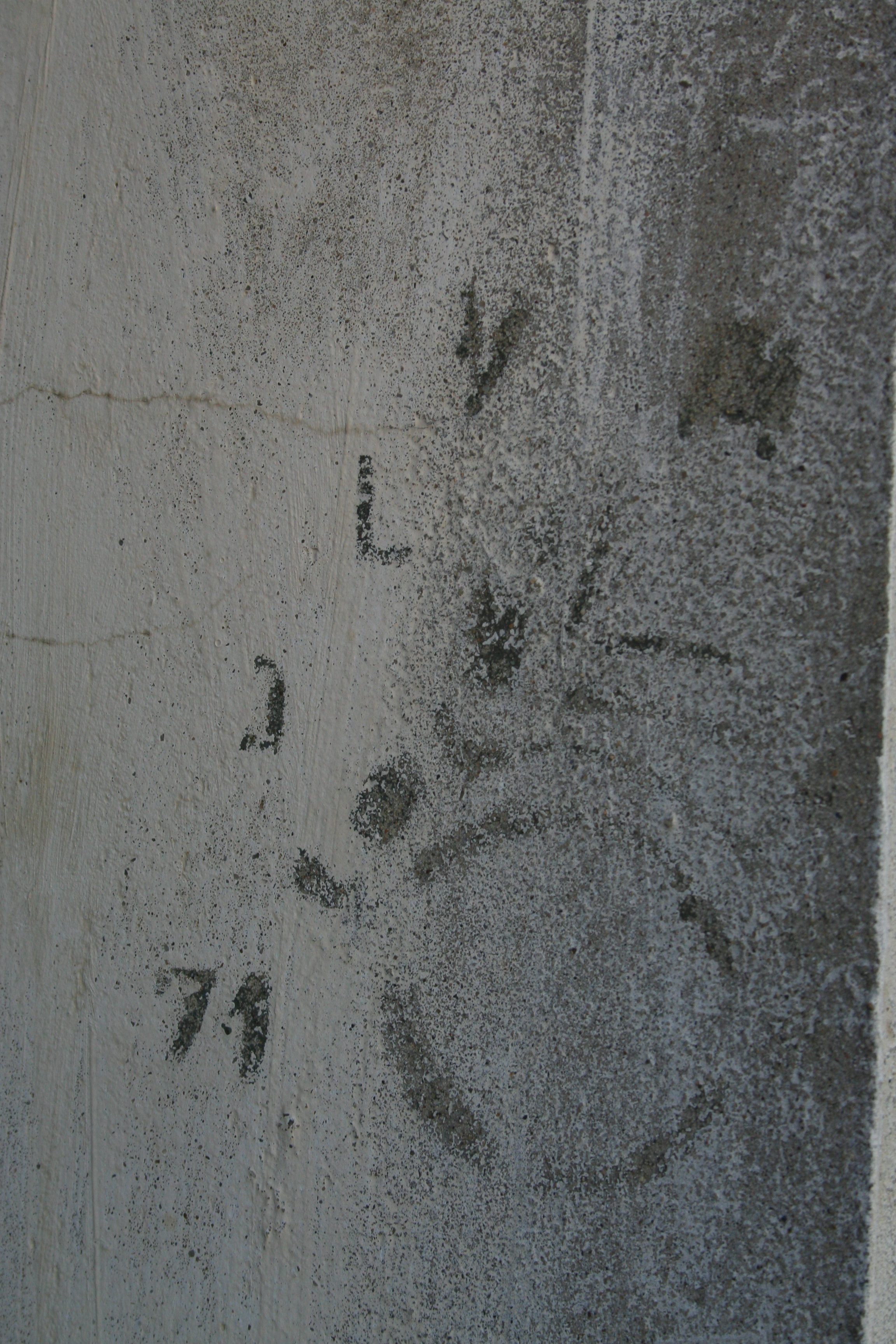
Beauvoisin VLJ 1971    Bonhomme chevauchant la terre et/ou la lune... référence au premier pas sur la lune en juillet 1969 et au Jour de la Terre du 22 avril 1970
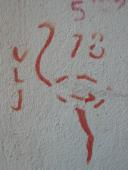
Beauvoisin VLJ 1978 Flamant rose assez stylisé …ou bien une Autruche ...en référence à la création de ce nouvel élevage

Les années 1980
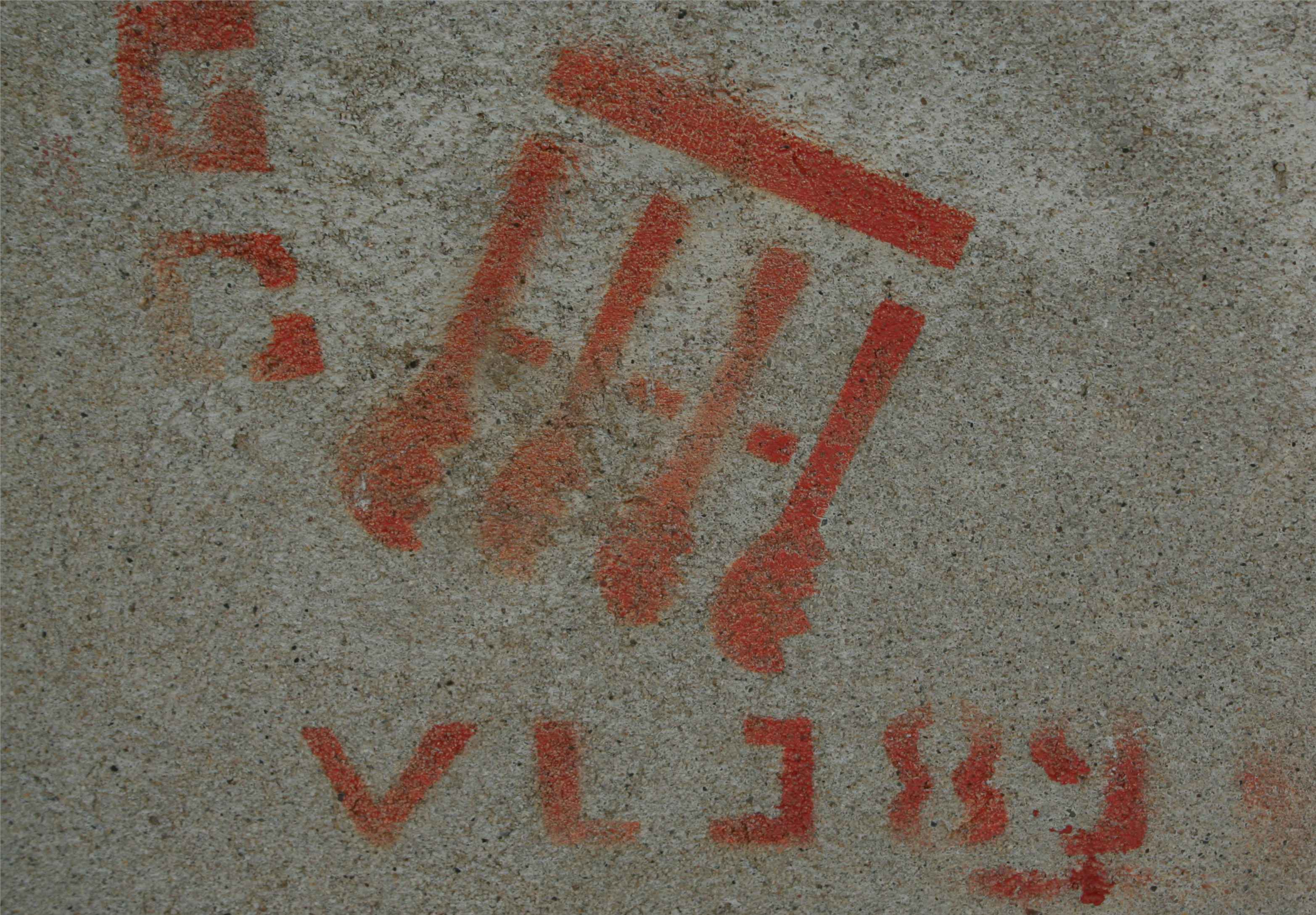
Beauvoisin VLJ 1989

Les années 1990
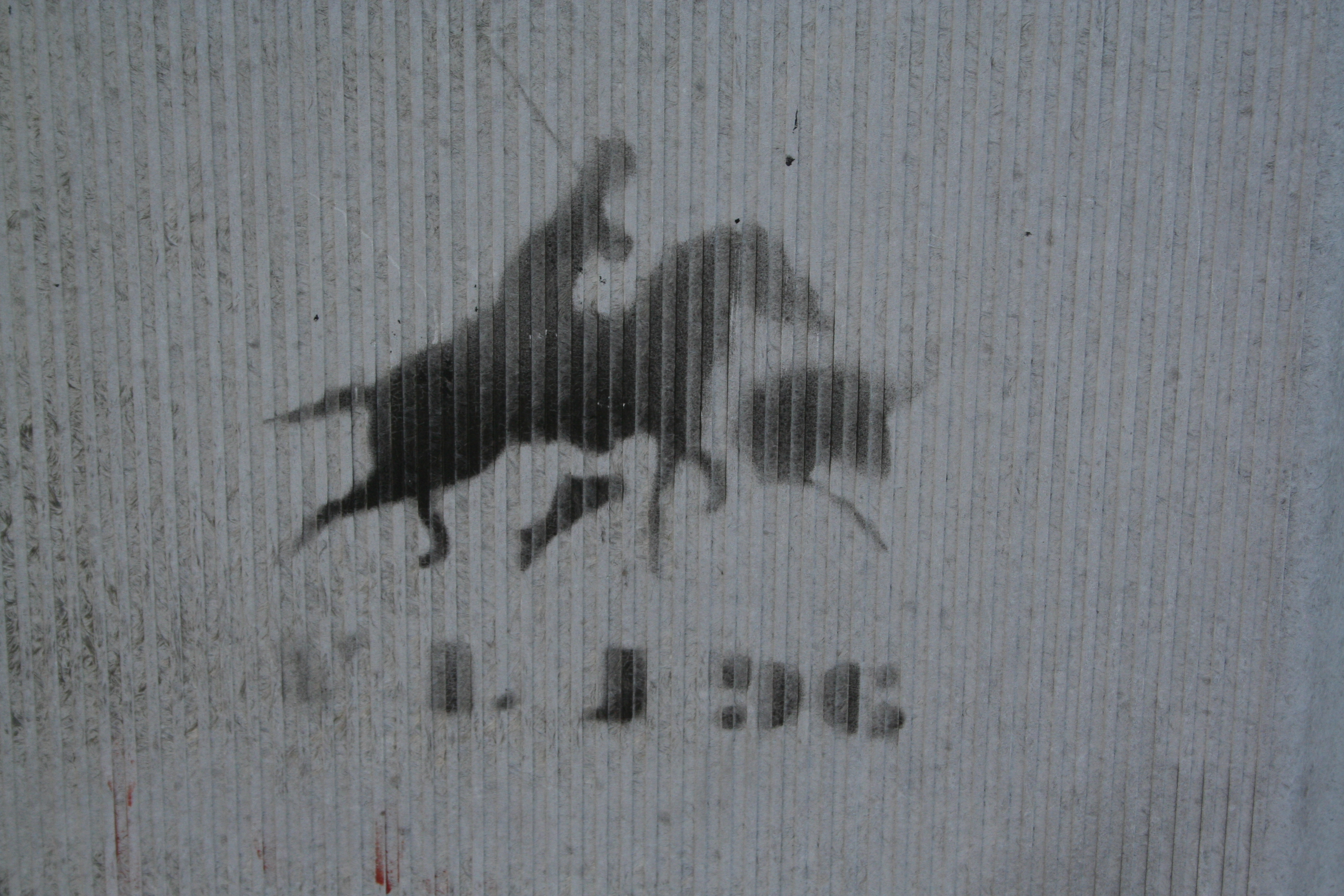
Beauvoisin VLJ 1996

Les années 2000
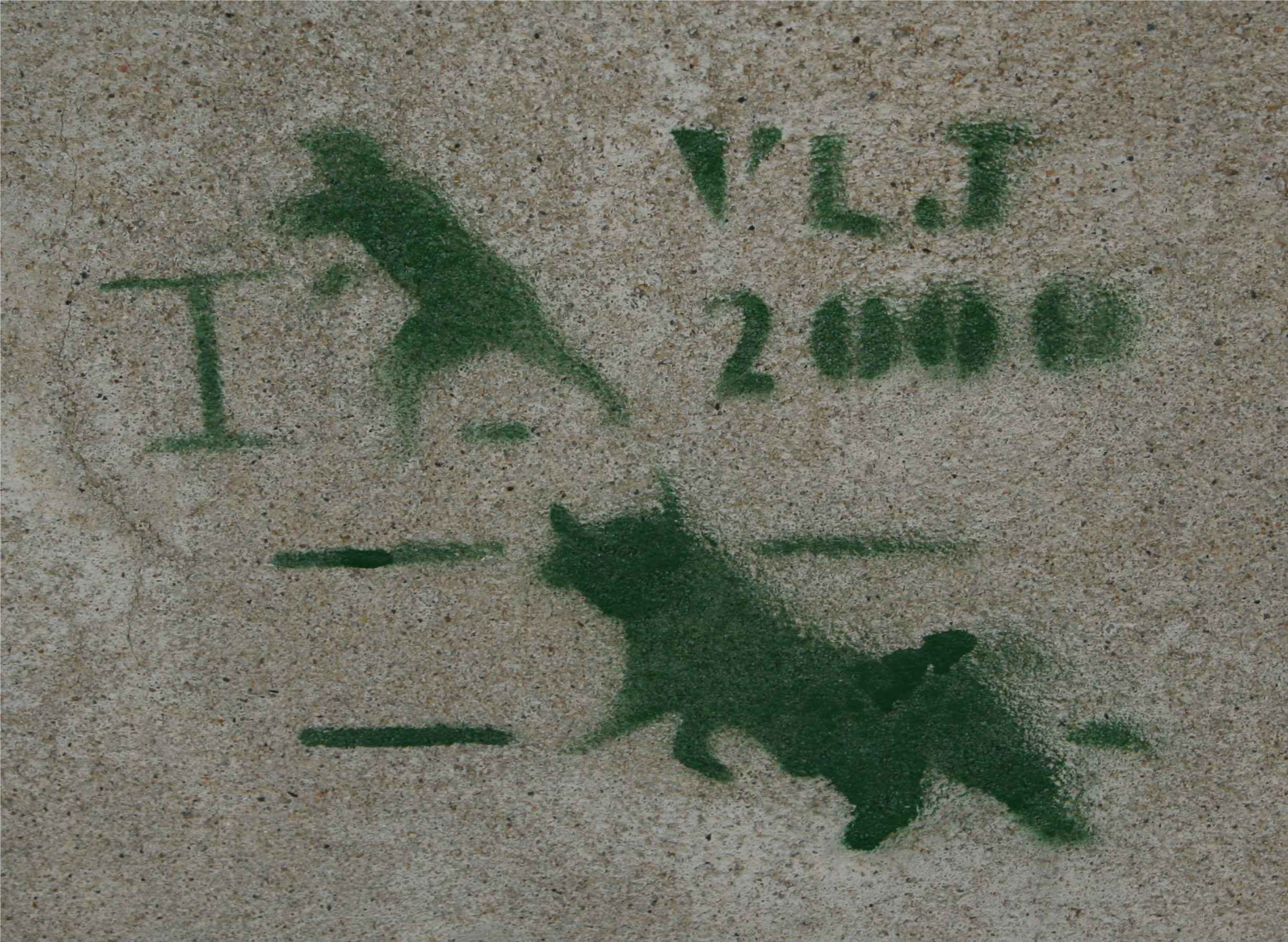
Beauvoisin VLJ 2000 Coup de barrière sur un raseteur.
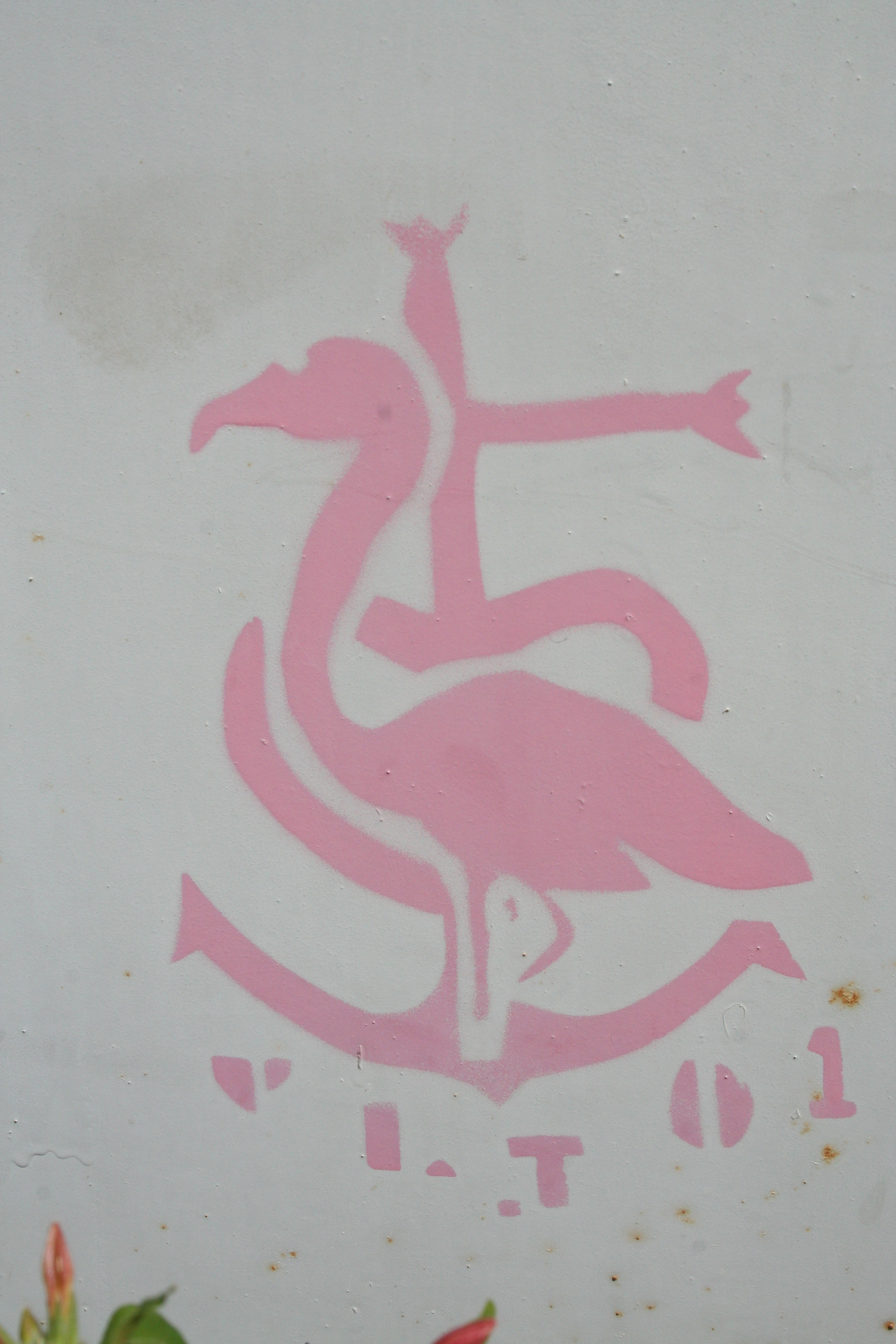
Beauvoisin VLJ 2001 Flamant rose sur la croix camarguaise
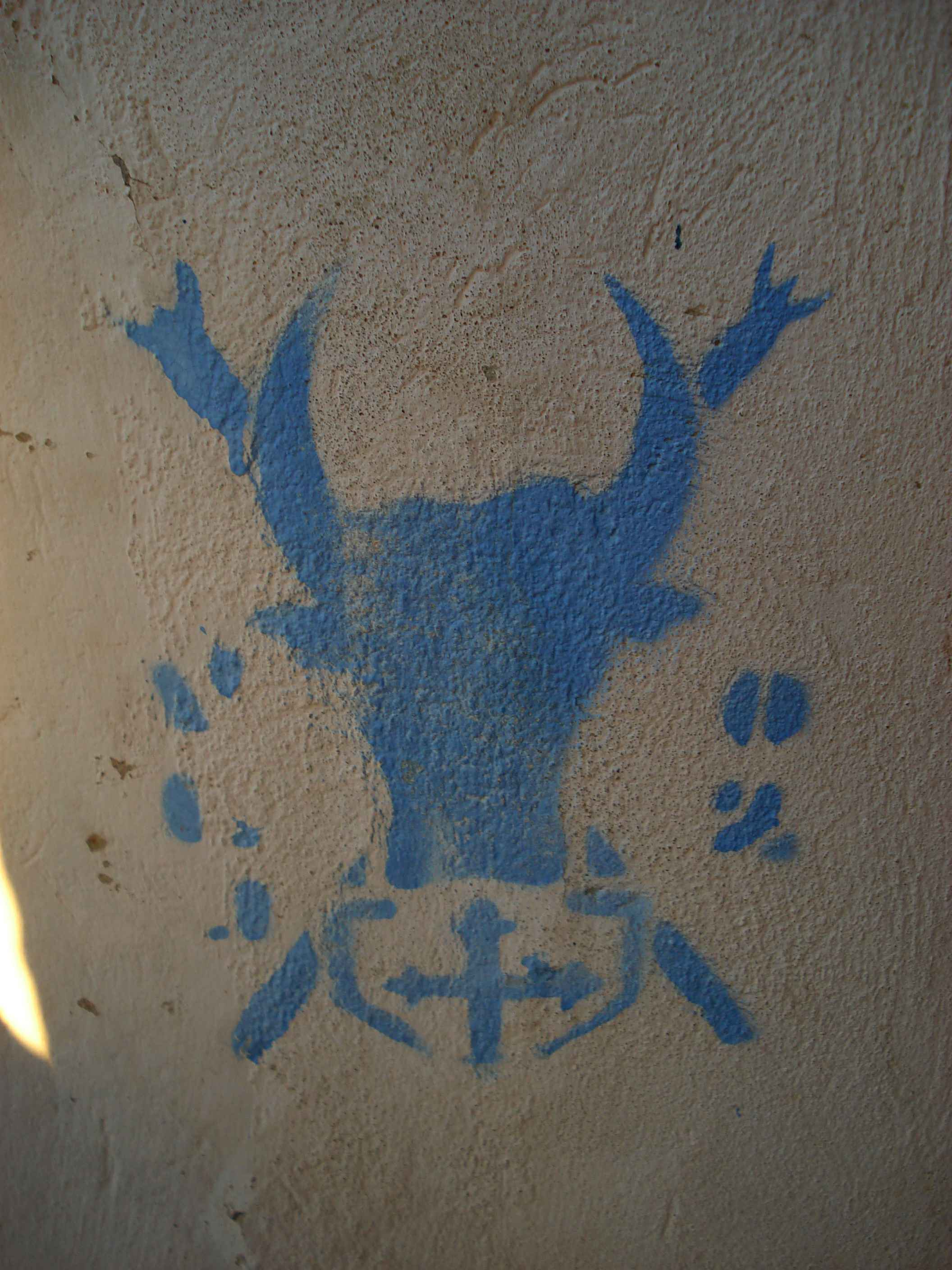
Beauvoisin  VLJ 2002	Tète de taureau sur deux tridents croisés avec une croix de style St Jacques !! Assez ésotérique!
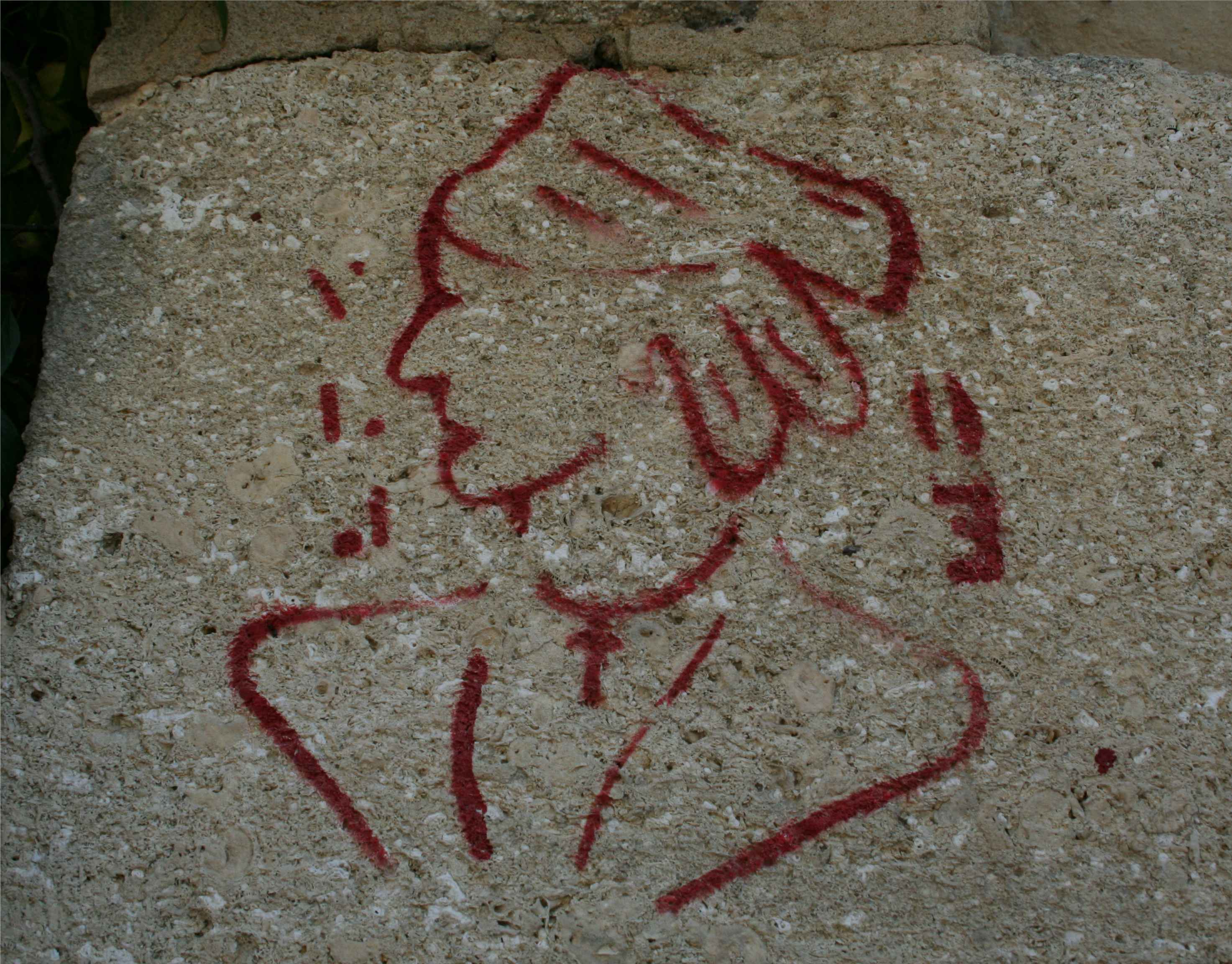
Beauvoisin  VLJ 2003 Buste d’Arlésienne de profil.
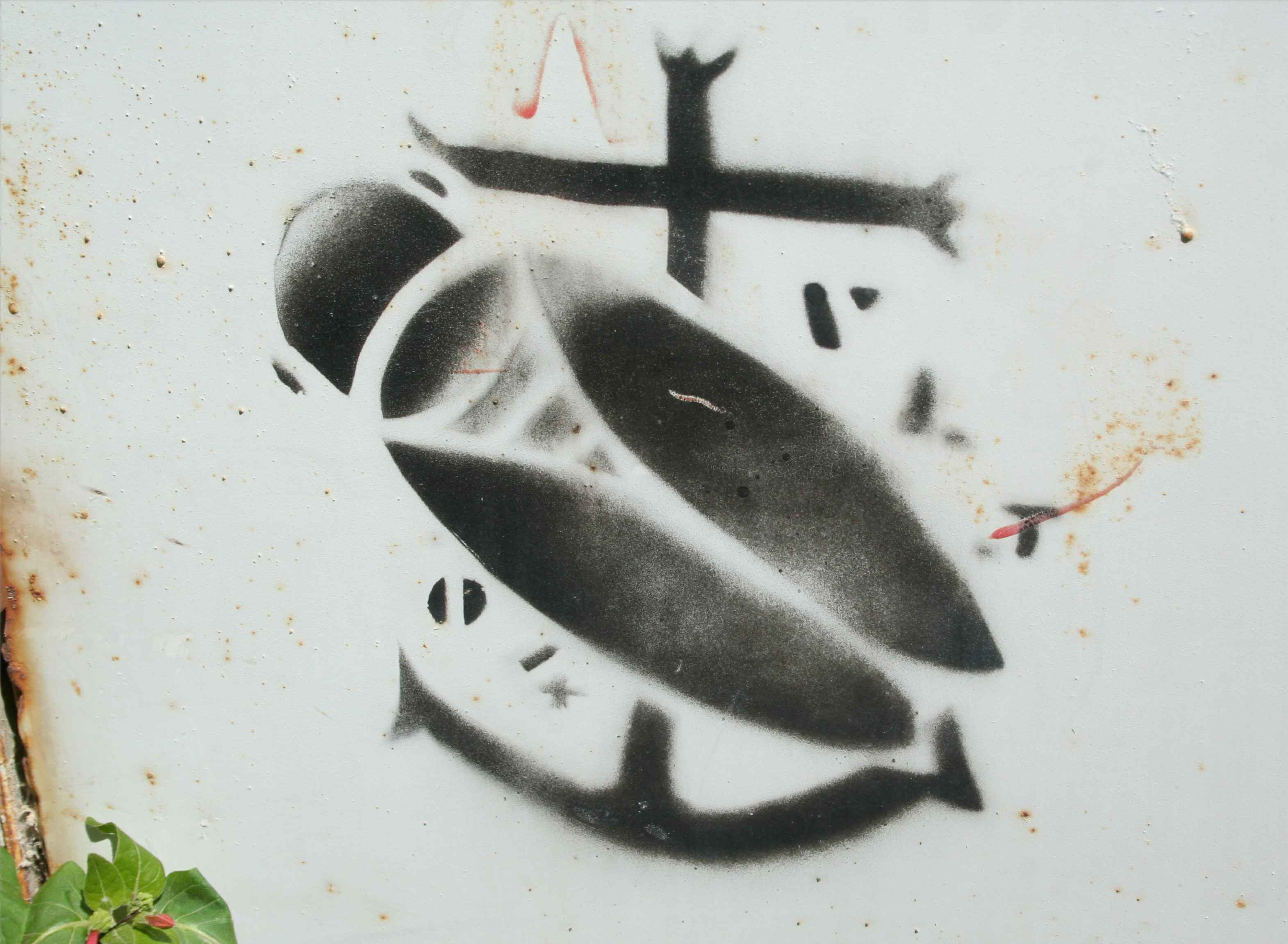
Beauvoisin  VLJ 2004 Cigale sur une croix camarguaise incomplète.
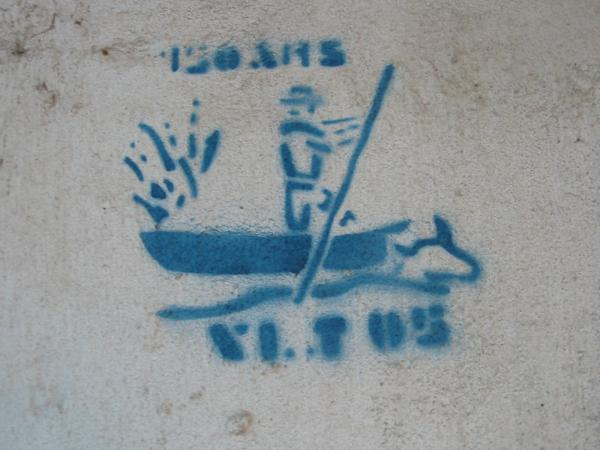
Beauvoisin  VLJ 2005 Personnage dans un barquet suivant un taureau dans une roubine. Fête des 150 ans !?
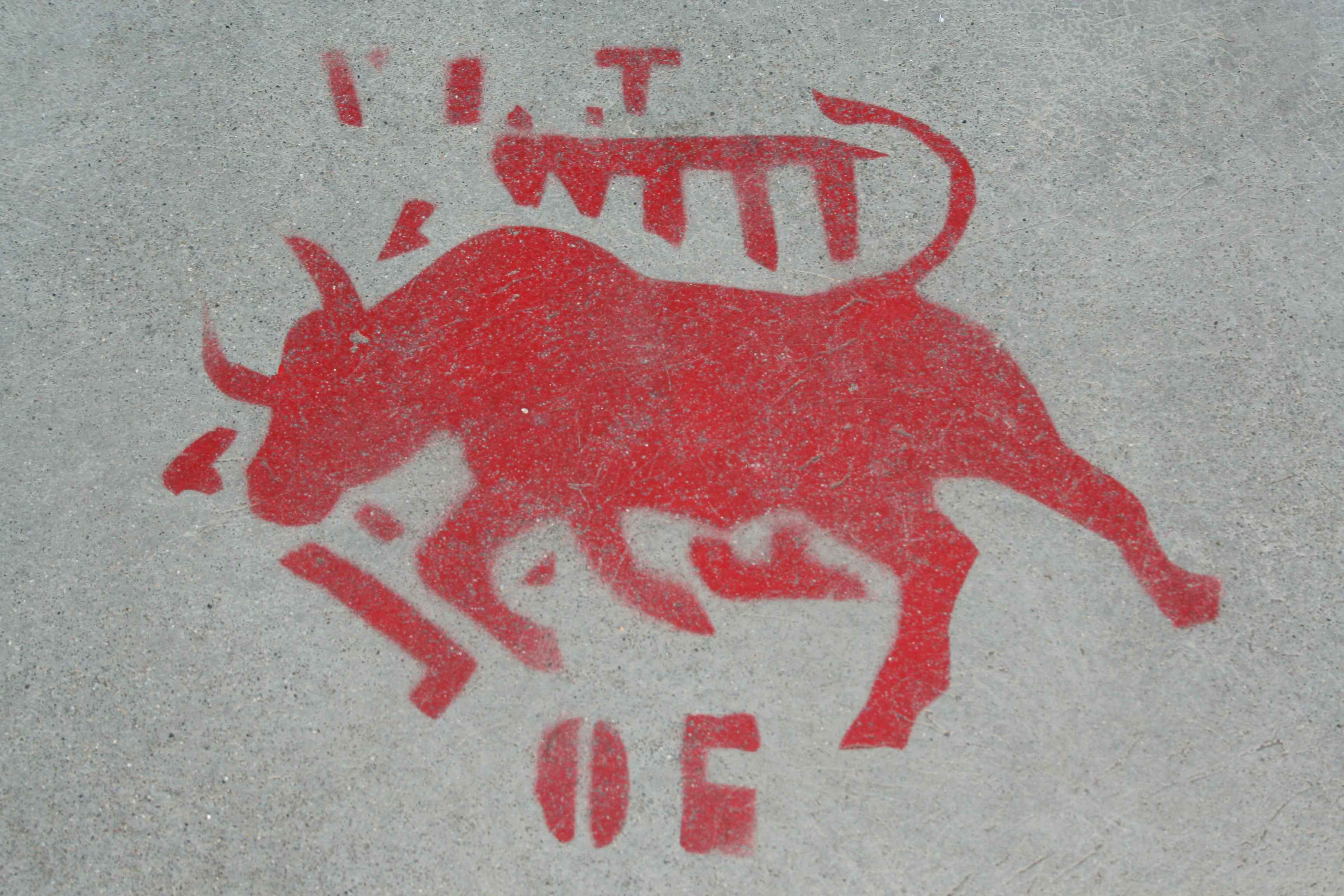
VLJ 2006 Encore un coup de barrière !!
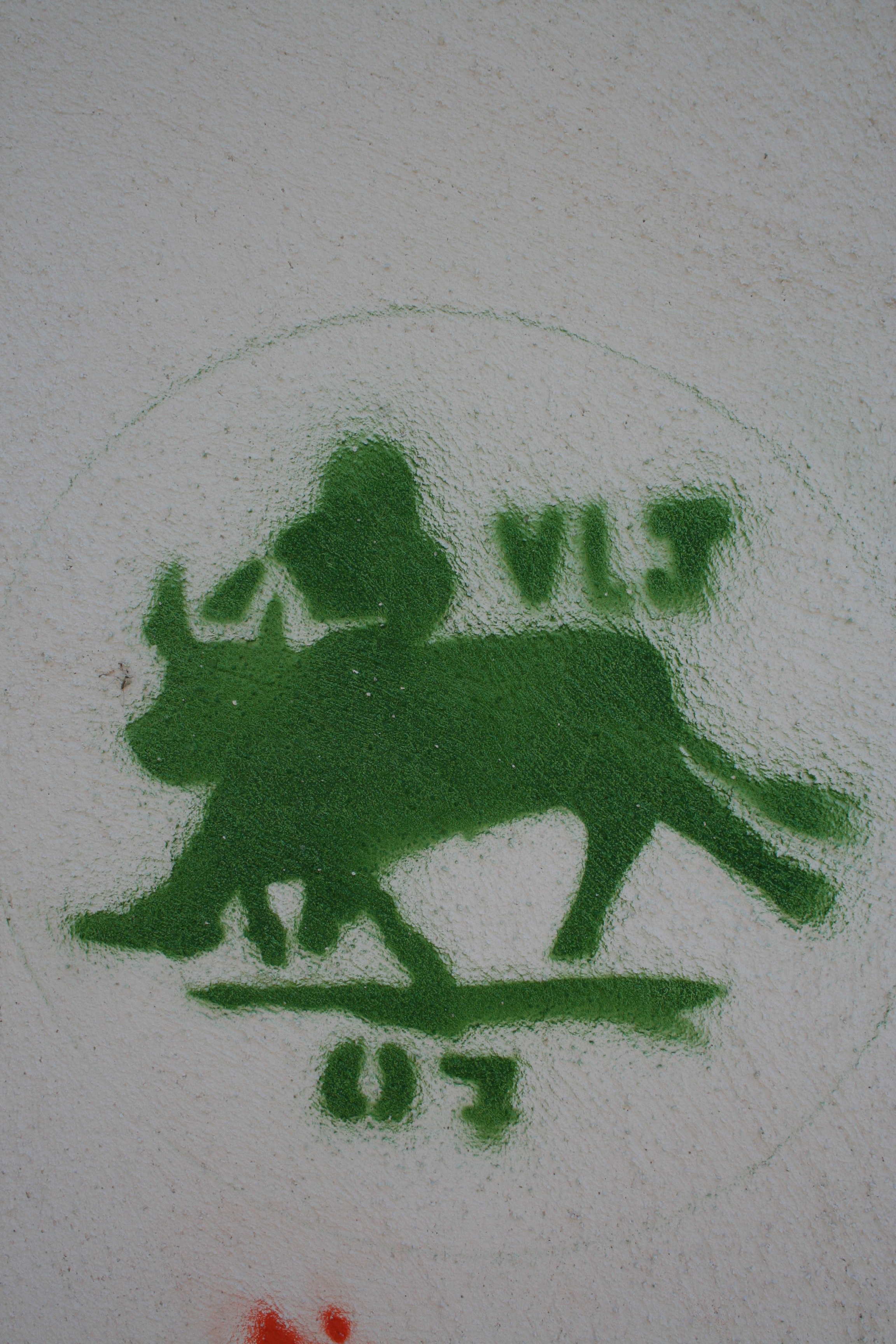
Beauvoisin  VLJ 2007 Un  razet !
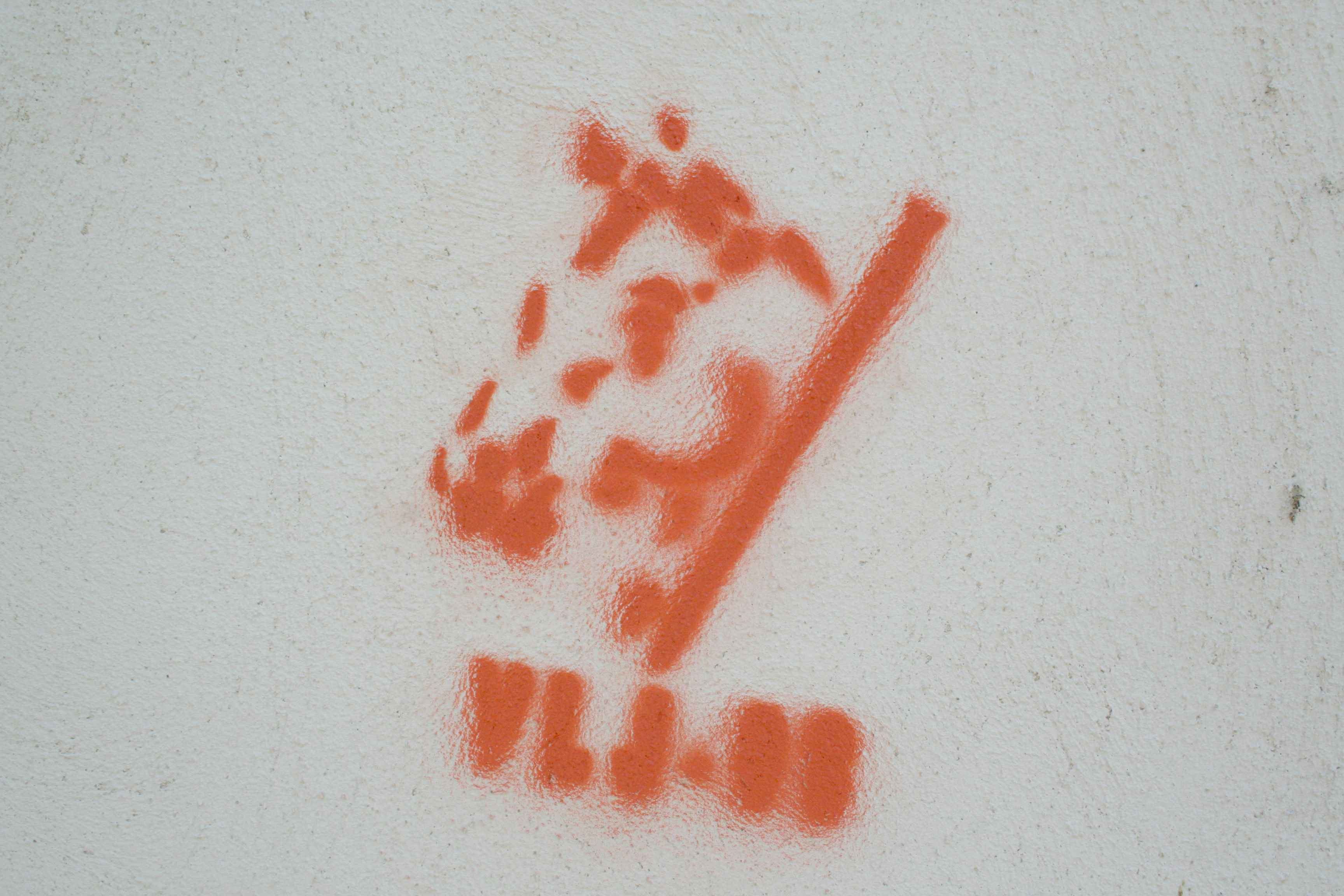
Beauvoisin  VLJ 2008 Tête d'un cheval de camargue cadré par un  trident
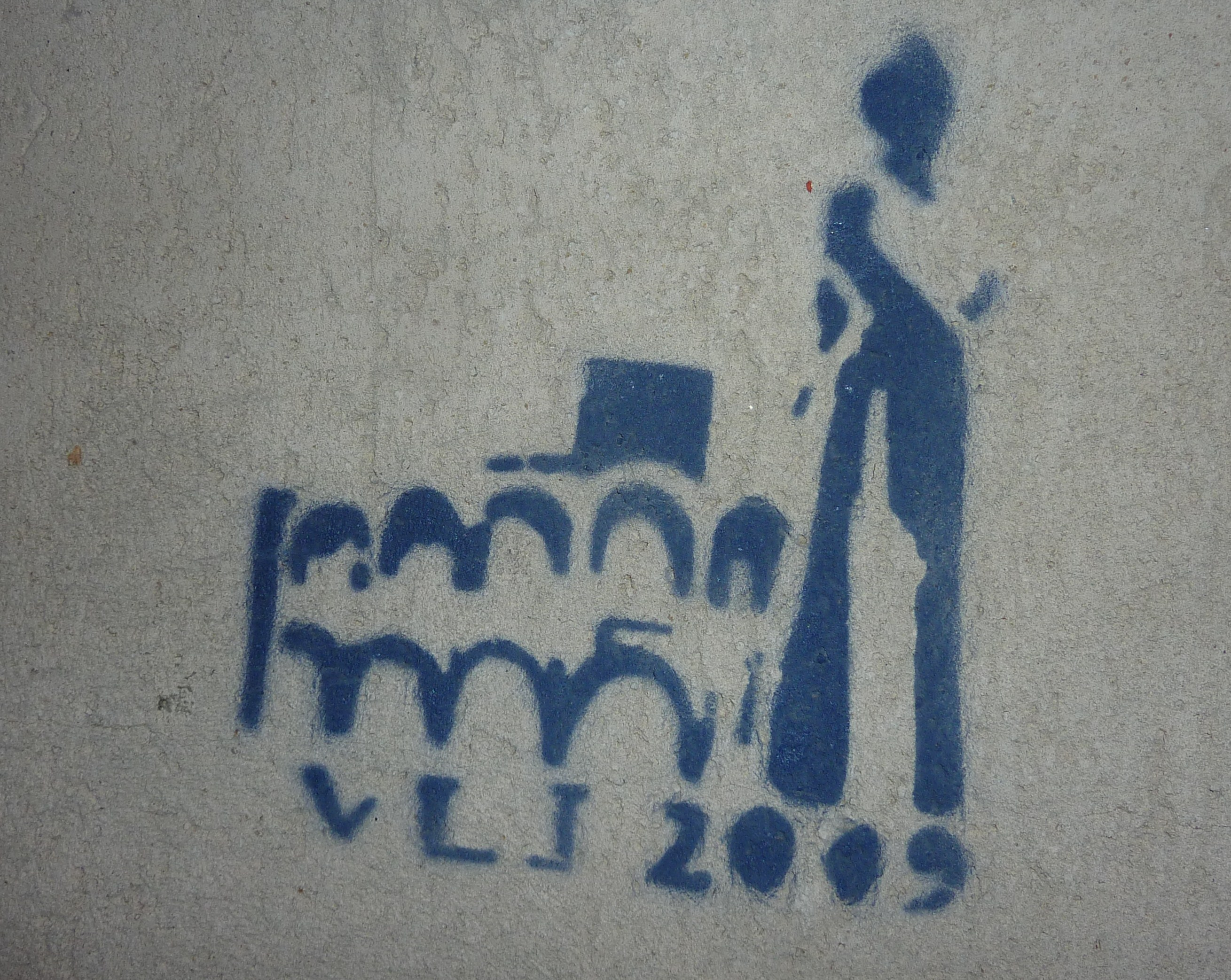
Beauvoisin  VLJ 2009 Arlésienne devant les arènes d’Arles ! Référence à la Cocarde d'Or.
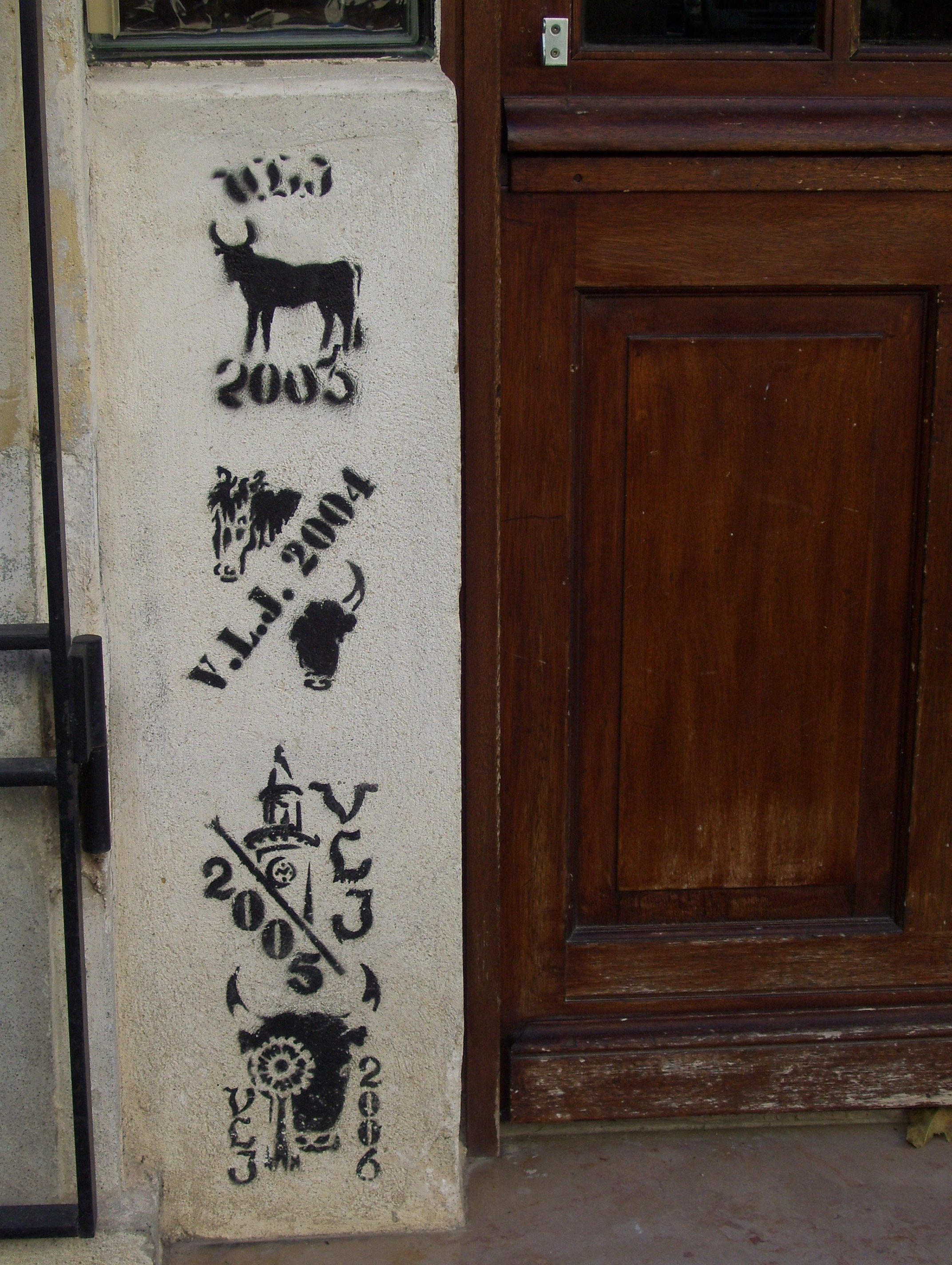
St Côme et Maruejols

Les années 2010
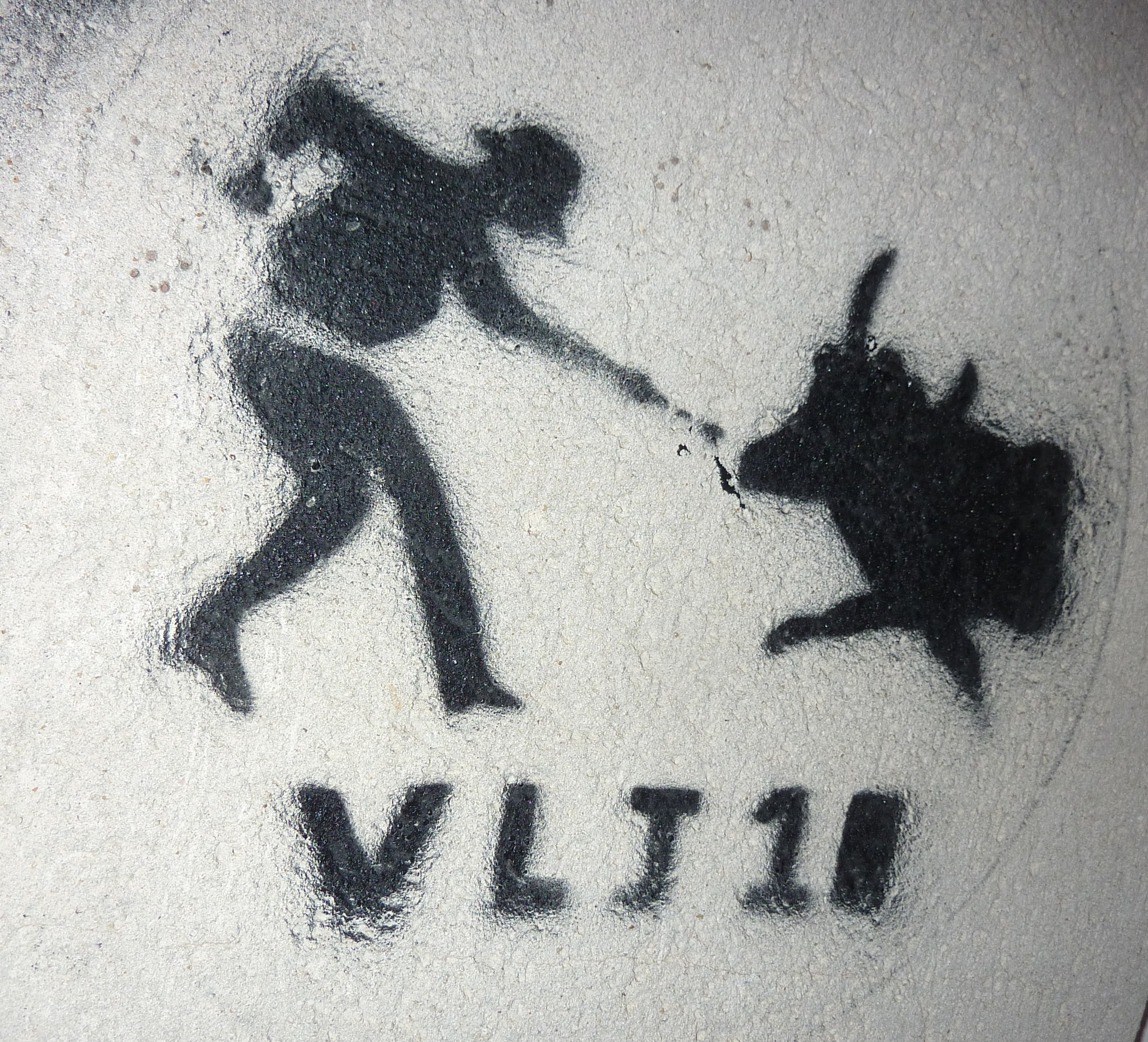
Beauvoisin VLJ 2010 Une des attitudes assez caractéristique du gardian face à une bête récalcitrante … L'attaque d’un taureau, de face, au  trident(au fer).
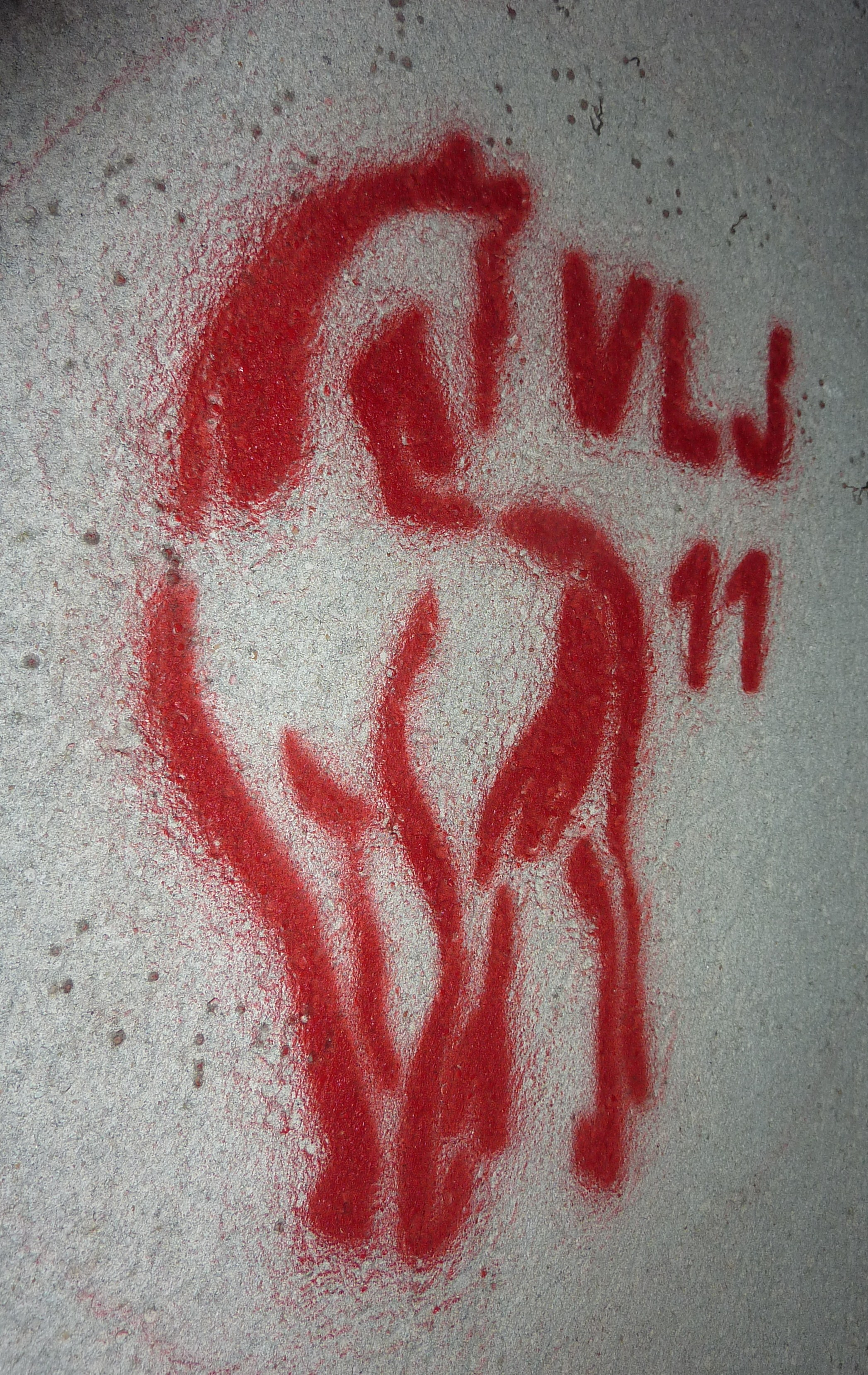
Beauvoisin VLJ 2011     Représentation très stylisé d’un cheval vue de ¾ arrière, et détournant la tête ! cet ouvrage, très équilibré, utilise un graphisme assez sophistiqué avec un lettrage en perspective donnant un certain relief à cette  œuvre.

Les années 2020
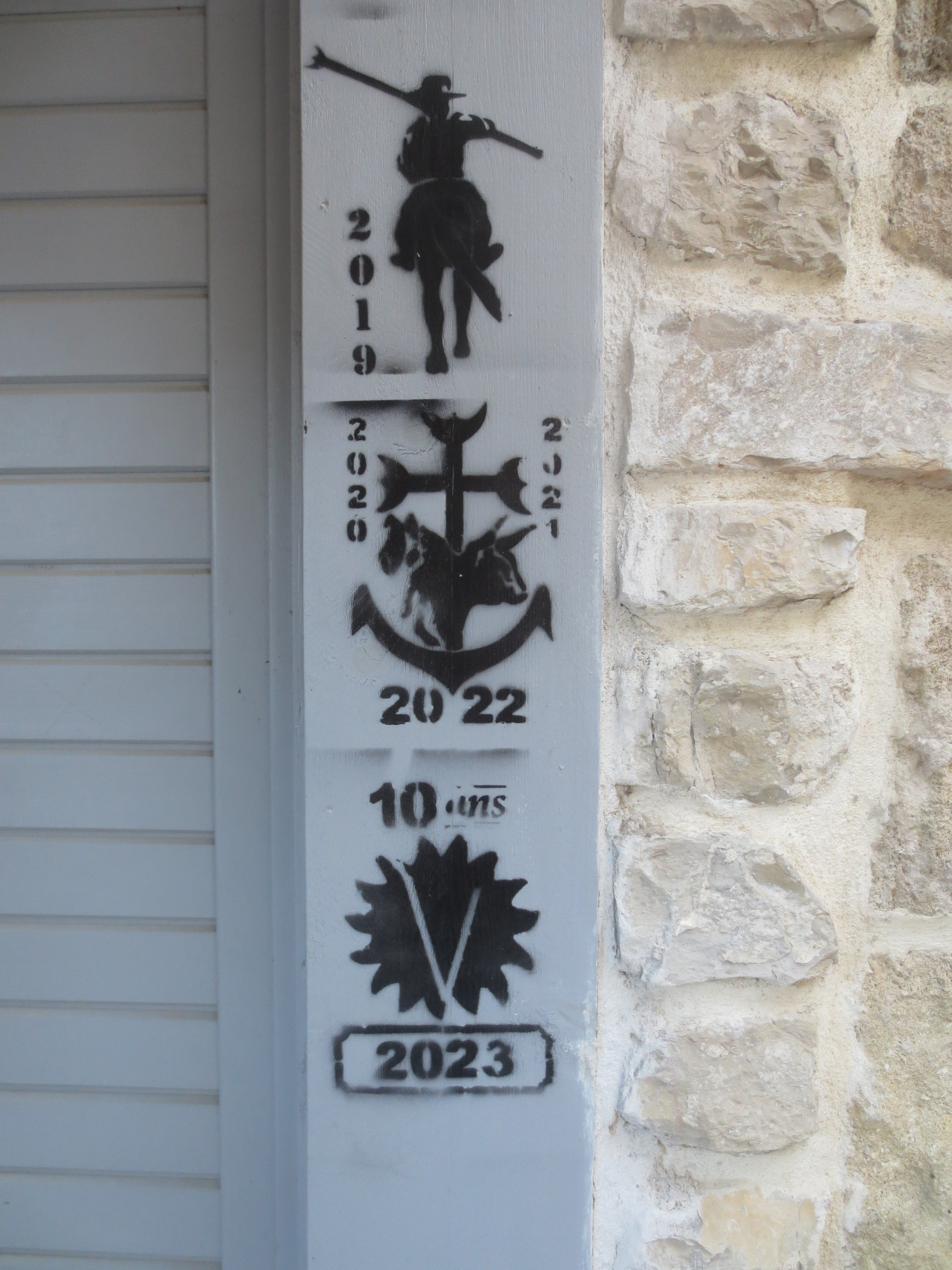
Villetelle. Trois empègues sur le montant droit de la porte d'entrée d'une maison.